# SSD FC Valdagno
Società Sportiva Dilettantistica Football Club Valdagno, zkráceně jen Valdagno je italský klub hrající v sezoně 2023/24 v 7. italskou fotbalovou ligu (Prima Categoria), sídlící ve městě Valdagno v regionu Benátsko.

## Změny názvu klubu
- 1926/27 – 1927/28 – US Pasubio (Unione Sportiva Pasubio)
- 1928/29 – 1932/33 – AC Valdagno (Associazione Calcio Valdagno)
- 1933/34 – 1945/46 – DA Marzotto (Dopolavoro Aziendale Marzotto)
- 1946/47 – 1969/70 – AC Marzotto (Associazione Calcio Marzotto)
- 1970/71 – 1996/97 – AC Valdagno (Associazione Calcio Valdagno)
- 2005/06 – 2011/12 – ACD Nuova Valdagno (Associazione Calcio Dilettantistica Nuova Valdagno)
- 2012/13 – 2013/14 – ACD Trissino-Valdagno (Associazione Calcio Dilettantistica Trissino-Valdagno)
- 2017/18 – SSD ValdagnoVicenza Calcio (Società Sportiva Dilettantistica ValdagnoVicenza Calcio)
- 2018/19 – SSD FC Valdagno (Società Sportiva Dilettantistica Football Club Valdagno)

## Získané trofeje

### Vyhrané domácí soutěže
- 3. italská liga (1x)

1950/51

## Účast v ligách
| Úroveň soutěže | Název soutěže (nynější název) | První hraná sezona | Poslední hraná sezona | celkem odehraných sezon |
| -------------- | ----------------------------- | ------------------ | --------------------- | ----------------------- |
| 2              | Serie B                       | 1951/52            | 1960/61               | 10                      |
| 3              | Serie C                       | 1934/35            | 1969/70               | 23                      |
| 4              | Serie D                       | 1929/30            | 1996/97               | 10                      |
| 5              | Eccellenza                    | 1979/80            | 2013/14               | 14                      |

## Fotbalisté

### Známí fotbalisté v klubu
- Roberto Anzolin (1956–1959)
- István Nyers (1960–1961)

## Trenéři

### Známí trenéři v klubu
- Jesse Carver (1951–1952)
- Carlo Rigotti (1952–1954)
- Osvaldo Fattori (1959–1961)
- Čestmír Vycpálek (1962–1964)